# Ронки-Вальсугана
Ронки-Вальсугана (итал. Ronchi Valsugana) — коммуна в Италии, располагается в провинции Тренто области Трентино-Альто-Адидже.
Население составляет 414 человек (2008 г.), плотность населения составляет 41 чел./км². Занимает площадь 10 км². Почтовый индекс — 38051. Телефонный код — 0461.
Покровительницей коммуны почитается Пресвятая Богородица (Madonna Addolorata), празднование во второе воскресение сентября.

## Демография
Динамика населения:

## Администрация коммуны
- Официальный сайт: